# Shishang xiansheng
Shishang xiansheng (时尚先生; Significa El señor de moda) es una revista mensual china para hombres. Es la primera revista masculina del país. Además, era la única revista dirigida a los hombres chinos hasta el año 2000 que fue cuando Da Dushi, otra revista de hombres, fue lanzada.

## Historia y perfil
La revista empezó en 1993 como suplemento a Shishang yieng, la revista de unas mujeres. La empresa fundadora fue el grupo de la revista Trends . De 1997 Shishang xiansheng se convirtió en un título aparte. Dos años más tarde la revista comenzó a publicarse como la versión china de la revista masculina estadounidense Esquire. Sobre esto un scrip inglés Esquire fue agregado al fondo de su título.
Shishang xiansheng es un emprendimiento de Trends Media Group, International Data Group (IDG), y Hearst. La revista es publicada mensualmente por el grupo de la revista Trends. Su público objetivo es abundante de hombres chinos ricos entre 30 y 40 años. El objetivo declarado por Shishang xiansheng es proporcionar un equilibrio armonioso entre la riqueza material y espiritual, en el que se recuerda el discurso oficial de estado chino "agarrar con ambas manos, con las dos manos duras." En su mayoría abarca los temas de moda y accesorios.
La revista estableció un premio, Hombre del Año, en 2004. En 2005 Wang Feng fue nombrado el editor jefe de la revista. En 2008 la película, Esquire Runway, fue producida por la editorial para celebrar el decimoquinto aniversario de la revista. Shishang xiansheng Fue la revista masculina más vendida en China en 2010 con una circulación de 680,000 copias sobre la base de los informes de la editorial.